# 周志华 (计算机科学家)
周志华（1973年11月20日—），男，中国计算机科学家，南京大学教授，现为南京大学计算机科学与技术系主任、计算机软件新技术国家重点实验室常务副主任、机器学习与数据挖掘研究所所长。主要从事机器学习、数据挖掘、人工智能等领域的研究。

## 生平
周志华毕业于南京大学，先后于1996年、1998年、2000年获学士、硕士、博士学位。此后留校任教，次年便破格升任副教授。他于2003年获国家杰出青年科学基金，并升任教授。2006年，获聘为长江学者特聘教授。
2018年3月13日起，周志华获聘兼任南京大学人工智能学院院长。

## 社会兼职
周志华兼任中国计算机学会常务理事、中国人工智能学会常务理事等职。

## 荣誉
周志华是国际工程技术学会（IET）会士（2010年）、电气电子工程师学会（IEEE）会士（2012年）、国际模式识别学会（IAPR）会士（2012年）、中国计算机学会（CCF）会士（2013年）、美国人工智能协会（AAAI）会士（2016年）、美国科学促进会（AAAS）会士（2016年）、美国计算机学会（ACM）会士（2016年）、欧洲科学院院士（2017年）。

## 著作
- 《Ensemble Methods: Foundations and Algorithms》（2012年）
- 《机器学习》（2016年）